# Danh sách doanh nghiệp lớn nhất Trung Quốc

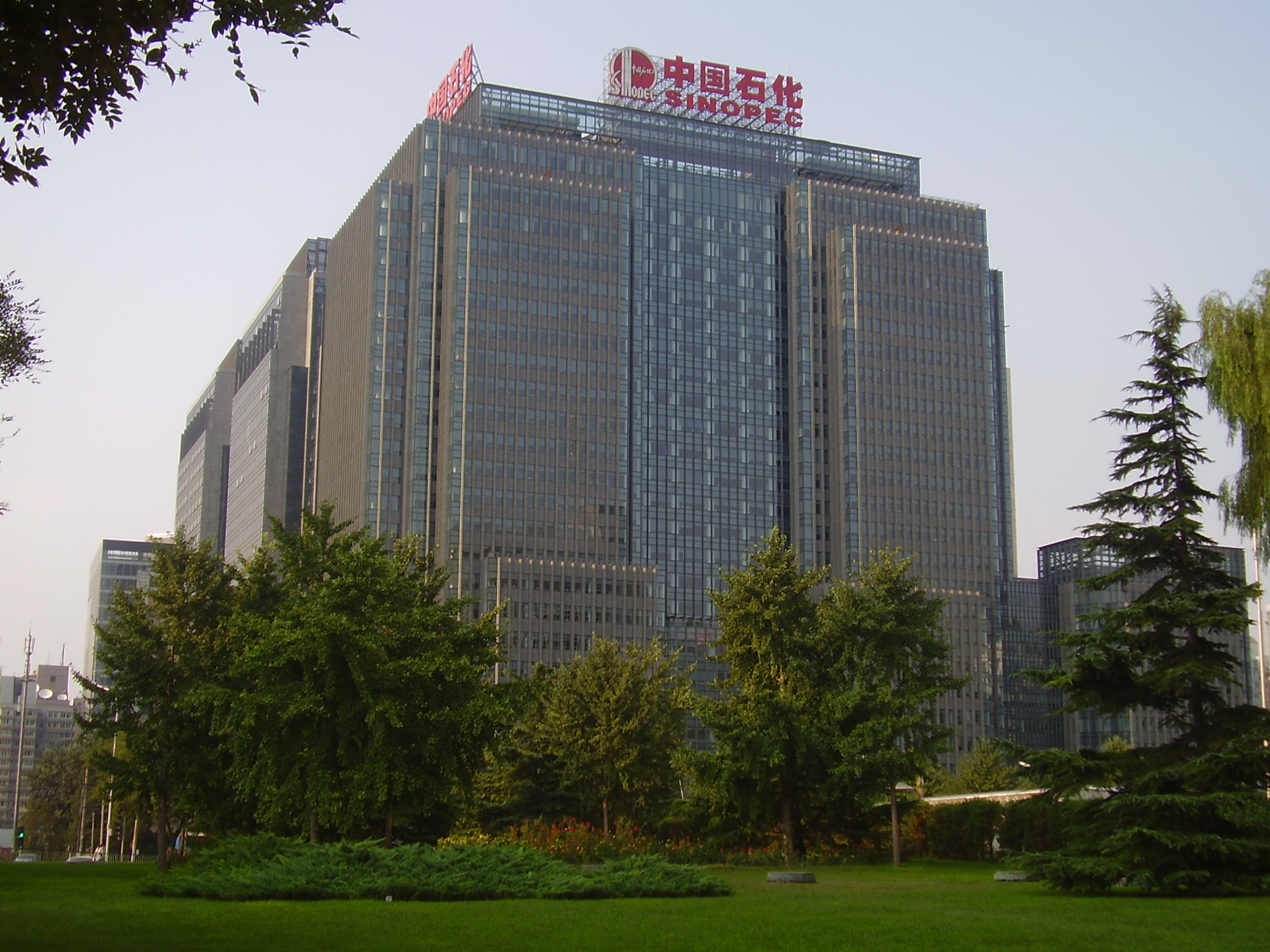
Trụ sở tập đoàn dầu khí Sinopec ở Bắc Kinh. Công ty mẹ của nó là doanh nghiệp lớn nhất Trung Quốc và lớn thứ hai thế giới tính theo doanh thu năm 2020, với tổng doanh thu hàng năm vượt quá 400 tỷ đô la Mỹ. Về mặt tổng tài sản thì Ngân hàng Công thương Trung Quốc vừa là ngân hàng lớn nhất Trung Quốc lẫn thế giới trong năm 2020, với giá trị tài sản vượt quá con số 4,3 nghìn tỷ đô.

Bài này liệt kê danh sách các công ty lớn nhất tại Trung Quốc về các mặt doanh thu, lợi nhuận thuần, tổng tài sản, chiếu theo các tạp chí kinh doanh của Mỹ là Fortune và Forbes. Năm 2020, bản danh sách Global 500 của Fortune về các tập đoàn lớn nhất thế giới có tất cả 124 công ty của Trung Quốc. Kết thúc năm đó, Forbes báo cáo rằng 5 trong số 10 công ty đại chúng lớn nhất thế giới là của Trung Quốc, bao gồm ngân hàng lớn nhất thế giới chiếu theo tổng tài sản là Ngân hàng Công thương Trung Quốc. Nhiều trong số các công ty lớn nhất Trung Quốc là doanh nghiệp nhà nước, bởi sự hiện diện đáng kể của chính phủ Trung Quốc trong nền kinh tế quốc dân.

## Danh sáchFortuneGlobal 500 năm 2020
Bản danh sách dưới đây hiển thị 25 doanh nghiệp Trung Quốc lớn nhất theo bảng xếp hạng Fortune Global 500 vốn xếp thứ hạng các công ty lớn nhất thế giới xét theo doanh thu hàng năm. Số liệu bên dưới được tính theo đơn vị triệu đô la Mỹ và được thống kê theo năm tài khóa kết thúc vào ngày 31 tháng 3 năm 2020. Ngoài ra ở đây còn liệt kê các trụ sở, số lượng nhân sự và ngành nghề kinh doanh chính của mỗi công ty, thêm vào đó là đặc điểm quyền sở hữu của những công ty này.
     Doanh nghiệp dân doanh (tức doanh nghiệp tư nhân)

     Doanh nghiệp nhà nước
| Thứ hạng | Thứ hạng trong Danh sách | Tên công ty                                       | Trụ sở            | Doanh thu (triệu đô la Mỹ) | Lợi nhuận (triệu đô la Mỹ) | Tổng tài sản (triệu đô la Mỹ) | Số nhân sự | Ngành kinh doanh     | Chủ sở hữu             |
| -------- | ------------------------ | ------------------------------------------------- | ----------------- | -------------------------- | -------------------------- | ----------------------------- | ---------- | -------------------- | ---------------------- |
| 1        | 2                        | Tập đoàn Hóa dầu Trung Quốc (Sinopec)             | Bắc Kinh          | 407.009                    | 6.793,2                    | 317.515,7                     | 582.648    | Dầu khí              | Nhà nước               |
| 2        | 3                        | Tập đoàn lưới điện Trung Quốc                     | Bắc Kinh          | 383.906                    | 7.970,0                    | 596.616,3                     | 907.677    | Hạ tầng điện         | Nhà nước               |
| 3        | 4                        | Tập đoàn Dầu khí Quốc gia Trung Quốc (CNPC)       | Bắc Kinh          | 379.130                    | 4.443,2                    | 608.085,6                     | 1.344.410  | Dầu khí              | Nhà nước               |
| 4        | 18                       | Tổng Công ty Xây dựng Trung Quốc (CSCEC)          | Bắc Kinh          | 205.839                    | 3.333,0                    | 294.070,0                     | 335.038    | Xây dựng             | Nhà nước               |
| 5        | 21                       | Bảo hiểm Bình An                                  | Thâm Quyến        | 184.280                    | 21.626,7                   | 1.180.488,5                   | 372.194    | Bảo hiểm             | Đại chúng              |
| 6        | 24                       | Ngân hàng Công thương Trung Quốc (ICBC)           | Bắc Kinh          | 177.069                    | 45.194,5                   | 4.322.528,4                   | 445.106    | Ngân hàng thương mại | Nhà nước               |
| 7        | 30                       | Ngân hàng Xây dựng Trung Quốc (CCB)               | Bắc Kinh          | 158.884                    | 38.609,7                   | 3.651.644,6                   | 370.169    | Ngân hàng thương mại | Nhà nước               |
| 8        | 35                       | Ngân hàng Nông nghiệp Trung Quốc (AgBank)         | Bắc Kinh          | 147.313                    | 30.701,2                   | 3.571.541,7                   | 467.631    | Ngân hàng thương mại | Nhà nước               |
| 9        | 43                       | Ngân hàng Trung Quốc (BOC)                        | Bắc Kinh          | 135.091                    | 27.126,9                   | 3.268.837,9                   | 309.384    | Ngân hàng thương mại | Nhà nước               |
| 10       | 45                       | China Life Insurance                              | Bắc Kinh          | 131.244                    | 4.660,3                    | 648.393,2                     | 180.401    | Bảo hiểm             | Nhà nước               |
| 11       | 49                       | Huawei                                            | Thâm Quyến        | 124.316                    | 9.062,1                    | 123.269,9                     | 194.000    | Thiết bị viễn thông  | Công ty TNHH (Tư nhân) |
| 12       | 50                       | Tổng công ty Cơ khí Đường sắt Trung Quốc (CRECG)  | Bắc Kinh          | 123.324                    | 1.535,3                    | 152.982,5                     | 302.394    | Xây dựng             | Nhà nước               |
| 13       | 52                       | SAIC Motor                                        | Thượng Hải        | 122.071                    | 3.706,1                    | 121.930,8                     | 151.785    | Ô tô                 | Nhà nước               |
| 14       | 54                       | Tập đoàn xây dựng đường sắt Trung Quốc (CRCC)     | Bắc Kinh          | 120.302                    | 1.359,2                    | 155.597,9                     | 364.907    | Xây dựng             | Nhà nước               |
| 15       | 64                       | Tổng công ty Dầu khí Hải dương Trung Quốc (CNOOC) | Bắc Kinh          | 108.687                    | 6.957,2                    | 184.922,2                     | 92.080     | Dầu khí              | Nhà nước               |
| 16       | 65                       | China Mobile                                      | Bắc Kinh          | 108.527                    | 12.145,1                   | 266.190,3                     | 457.565    | Viễn thông           | Nhà nước               |
| 17       | 75                       | Tập đoàn Xây dựng Thái Bình Dương                 | Ürümqi, Tân Cương | 97.536                     | 3.455                      | 63.694,6                      | 453.635    | Xây dựng             | Tư nhân                |
| 18       | 78                       | Tập đoàn Xây dựng Giao thông Trung Quốc (CCCC)    | Bắc Kinh          | 95.096                     | 1.332,6                    | 232.053,4                     | 197.309    | Xây dựng             | Nhà nước               |
| 19       | 79                       | Tập đoàn Tài nguyên Trung Quốc (CRC)              | Hồng Kông         | 94.758                     | 3.571,6                    | 232.277,1                     | 396.456    | Dược phẩm            | Nhà nước               |
| 20       | 89                       | Tập đoàn FAW                                      | Trường Xuân       | 89.417                     | 2.847,8                    | 70.353,7                      | 129.580    | Ô tô                 | Nhà nước               |
| 21       | 90                       | Tổng công ty Bưu chính Trung Quốc (China Post)    | Bắc Kinh          | 89.347                     | 4.440,9                    | 1.518.542,8                   | 927.171    | Chuyển phát          | Nhà nước               |
| 22       | 91                       | Tập đoàn Amer                                     | Thâm Quyến        | 88.862                     | 1.807,3                    | 23.170,8                      | 18.103     | Gia công kim loại    | Tư nhân                |
| 23       | 92                       | Tổng công ty Minmetals Trung Quốc                 | Bắc Kinh          | 88.357                     | 230,1                      | 133.441,7                     | 199.486    | Kim loại             | Nhà nước               |
| 24       | 100                      | Tập đoàn ô tô Đông Phong                          | Vũ Hán            | 84.049                     | 1.328,4                    | 71.423,3                      | 154.641    | Ô tô                 | Nhà nước               |
| 25       | 102                      | JD.com                                            | Bắc Kinh          | 83.505                     | 1.763,7                    | 37.286,1                      | 227.730    | Thương mại điện tử   | Đại chúng              |

## Danh sáchForbesGlobal 2000 năm 2020
Danh sách dưới đây dựa trên bảng xếp hạng Forbes Global 2000, chuyên xếp thứ hạng 2.000 công ty thương mại đại chúng lớn nhất thế giới. Bản danh sách của Forbes xét đến vô số các yếu tố, trong đó phải kể đến doanh thu, lợi nhuận thuần, tổng tài sản cũng như giá trị thị trường của mỗi công ty; mỗi yếu tố được cho ở một thứ hạng đong đếm được về tầm quan trọng khi xem xét đến thứ hạng tổng thể. Ngoài ra bảng bên dưới còn liệt kê các địa điểm đặt trụ sở và lĩnh vực ngành nghề của mỗi doanh nghiệp. Số liệu được tính bằng đơn vị tỷ đô la Mỹ và được thống kê theo năm tài khóa 2020.
     Doanh nghiệp dân doanh (tức doanh nghiệp tư nhân)

     Doanh nghiệp nhà nước
| Thứ hạng năm 2020 | Thứ hạng trên Forbes 2000 | Tên công ty                             | Trụ sở     | Doanh thu (tỷ đô la Mỹ) | Lợi nhuận (tỷ đô la Mỹ) | Tổng tài sản (tỷ đô la Mỹ) | Giá trị thị trường (tỷ đô la Mỹ) | Ngành kinh doanh   |
| ----------------- | ------------------------- | --------------------------------------- | ---------- | ----------------------- | ----------------------- | -------------------------- | -------------------------------- | ------------------ |
| 1                 | 1                         | Industrial and Commercial Bank of China | Bắc Kinh   | 177,2                   | 45,3                    | 4.322,5                    | 242,3                            | Ngân hàng          |
| 2                 | 2                         | China Construction Bank                 | Bắc Kinh   | 162.1                   | 38.9                    | 3,822.0                    | 203.8                            | Ngân hàng          |
| 3                 | 5                         | Agricultural Bank of China              | Bắc Kinh   | 148.7                   | 30.9                    | 3,697.5                    | 147.2                            | Ngân hàng          |
| 4                 | 7                         | Ping An Insurance                       | Thâm Quyến | 155.8                   | 18.8                    | 1,218.6                    | 187.2                            | Bảo hiểm           |
| 5                 | 10                        | Bank of China                           | Bắc Kinh   | 135.4                   | 27.2                    | 3,837.6                    | 112.8                            | Ngân hàng          |
| 6                 | 26                        | China Merchants Bank                    | Thâm Quyến | 58.4                    | 13.7                    | 1094.9                     | 120.9                            | Banking            |
| 7                 | 30                        | Postal Savings Bank of China            | Bắc Kinh   | 64.4                    | 9.0                     | 1,522.4                    | 92                               | Ngân hàng          |
| 8                 | 31                        | Alibaba Group                           | Hàng Châu  | 70.6                    | 24.7                    | 189.4                      | 545.4                            | Thương mại điện tử |
| 9                 | 32                        | PetroChina                              | Bắc Kinh   | 364.1                   | 6.6                     | 392.3                      | 65.9                             | Oil                |
| 10                | 37                        | China Life                              | Beijing    | 103.7                   | 8.5                     | 536.2                      | 60.3                             | Insurance          |
| 11                | 45                        | Bank of Communications                  | Shanghai   | 66.6                    | 11.2                    | 1,422.1                    | 47.1                             | Banking            |
| 12                | 50                        | Tencent                                 | Shenzhen   | 54.6                    | 13.5                    | 137                        | 500.7                            | Technology         |
| 13                | 57                        | Industrial Bank Co.                     | Fuzhou     | 50.2                    | 9.2                     | 1,045.0                    | 49                               | Banking            |
| 14                | 60                        | Sinopec Group                           | Beijing    | 369.2                   | 3.3                     | 254.8                      | 76.6                             | Oil                |
| 15                | 65                        | Shanghai Pudong Development Bank        | Thượng Hải | 50.0                    | 8.6                     | 1.029.3                    | 44.2                             | Banking            |
| 16                | 79                        | China State Construction Engineering    | Beijing    | 203                     | 6.1                     | 292.3                      | 30.7                             | Construction       |
| 17                | 90                        | China Minsheng Banking                  | Beijing    | 48.5                    | 7.8                     | 959.2                      | 32.8                             | Banking            |
| 18                | 100                       | Vanke                                   | Shenzhen   | 53.5                    | 5.6                     | 245.3                      | 37.6                             | Real Estate        |
| 19                | 111                       | Country Garden                          | Shunde     | 70.1                    | 5.7                     | 273.8                      | 27.8                             | Real Estate        |
| 20                | 113                       | China CITIC Bank                        | Beijing    | 49.3                    | 7.1                     | 991.4                      | 23.9                             | Banking            |
| 21                | 130                       | China Pacific Insurance                 | Shanghai   | 55.8                    | 4                       | 215.7                      | 30                               | Insurance          |
| 22                | 131                       | SAIC Motor                              | Shanghai   | 121.1                   | 3.7                     | 121.9                      | 31.3                             | Automotive         |
| 23                | 148                       | China Everbright Bank                   | Beijing    | 35.6                    | 5.5                     | 737.6                      | 22.3                             | Banking            |
| 24                | 154                       | Evergrande Group                        | Shenzhen   | 69.4                    | 2.5                     | 316.8                      | 23.5                             | Real estate        |
| 25                | 168                       | China Shenhua Energy                    | Beijing    | 35                      | 6.1                     | 80.8                       | 35.6                             | Coal Mining        |